# Nafazolin
A nafazolin (INN: naphazoline) imidazolin-származék, szimpatomimetikus hatású gyógyszer.
A VIII. Magyar Gyógyszerkönyvben Nafazolin-hidroklorid (Naphazolini hydrochloridum)  néven hivatalos.  

## Hatása
A nafazolin α-adrenerg aktivitással rendelkezik, tehát érszűkítő hatású, csökkenti a kötőhártya vérbőségét. A hatásmechanizmus feltehetőleg a simaizmok α-adrenoceptor stimulációjára vezethető vissza, amelynek következtében a kis perifériás artériák összehúzódnak és ezáltal lecsökken a duzzadt terület véráramlása.
Az orrnyálkahártya duzzanatának kezelésére használják. 
Szemcseppként alkalmazva a szem tágult kis artériái beszűkülnek, amelynek következtében a kötőhártya fokozott vérkeringése lelassul. Ez a kötőhártya izgalmának tüneteit csökkenti.
A nafazolin imidazolin-derivát. A hatóanyag szerkezetében és farmakológiailag hasonlít az oximetazolinhoz, tetrizolinhoz, és xilometazolinhoz. 